# German-Gletscher
Der German-Gletscher ist ein Gletscher an der Shackleton-Küste der antarktischen Ross Dependency. Am südlichen Ende der Holland Range fließt er zwischen dem Mount Allen Young und dem Asquith Bluff in nordöstlicher Richtung zum Lennox-King-Gletscher.
Das Advisory Committee on Antarctic Names benannte ihn 2018 nach Generalmajor Anthony P. German, Kommandeur des 109th Airlift Wing der New York National Guard für Lufteinsätze von Maschinen es Typs Lockheed C-130 in Antarktika von 2006 bis 2010.